# Virtus Campania
Virtus Campania – włoski klub piłkarski, mający swoją siedzibę w mieście Neapol, w dzielnicy Ponticelli, na południu kraju.

## Historia
Chronologia nazw:
- 1975: Società Sportiva Calcio Campania
- 1986: klub rozwiązano - po przeniesieniu się do Campania Puteolana Calcio
- 1992: Associazione Calcio Campania
- 1995: klub rozwiązano
- 1998: F.C.D. Campania Ponticelli 1998
- 2012: Atletico Ponticelli
- 2013: Campania Ponticelli 2013
- 2014: Associazione Sportiva Dilettantistica Calcio Campania
- 2015: klub rozwiązano
- 2020: Football Club Dilettantistico Virtus Campania

Klub piłkarski SSC Campania został założony w Neapolu w 1975 roku z inicjatywy Antonio Morra Greco. W sezonie 1975/76 zespół startował w Prima Categoria Campana, zajmując 3.miejsce. W następnym sezonie zwyciężył w Prima Categoria Campana i awansował do Promozione Campana. W sezonie 1978/79 zwyciężył w grupie B campano i awansował do Serie D. W następnym sezonie 1979/80 po zajęciu drugiego miejsca w grupie F awansował do Serie C2, a w 1981 jako mistrz grupy D do Serie C1. Do 1986 klub występował na trzecim poziomie rozgrywek o mistrzostwo Włoch.
Klub Nuovo Napoli z Neapolu, który miał problemy ze swoim stadionem Stadio Arturo Collana zdecydował się na przeniesienie się do Pozzuoli, po czym zmienił nazwę na S.C. Puteolana 1909. Jednak po czterech latach w 1986 klub również został rozwiązany.
W 1986 inny klub z Neapolu S.S.C. Campania po wykupieniu innego miejskiego klubu Ponticelli a Pozzuoli przeniósł swoją siedzibę do Pozzuoli, zmieniając nazwę na Campania Puteolana Calcio i przyjmując tradycję klubu S.C. Puteolana 1909. Klub do 1991, z wyjątkiem sezonu 1988/89 występował w Serie C1, ale po sezonie 1991/92 spadł z Serie C2.
W 1992 klub wrócił do Neapolu i został przekształcony na AC Campania. W sezonie 1992/93 startował w Campionato Nazionale Dilettanti, ale po zajęciu 17,miejsca w grupie H został zdegradowany do Eccellenza Campana. W 1995 spadł do Promozione, po czym został rozwiązany.
W 1998 klub został reaktywowany jako F.C.D. Campania Ponticelli 1998 i występował w rozgrywkach lokalnych. W 2012 roku przyjął nazwę na Atletico Ponticelli. W 2013 zmienił nazwę na Campania Ponticelli 2013 i po odkupieniu miejsca ligowego od Boys Fontanelle startował w sezonie 2013/14 w Promozione, zajmując 2.miejsce w grupie D campano i awansując do Eccellenza. W sezonie 2014/15 zajął 8.miejsce w grupie A campano Eccellenza. Również zmienił nazwę na ASD Calcio Campania. Jednak przed startem następnego sezonu klub oddał swoje miejsce ligowe dla ASD Oplonti Pro Savoia i zaprzestał istnieć.
W 2020 klub Virtus Volla odkupił tytuł sportowy od Ponticelli, po czym przyjął nazwę FCD Virtus Campania.

## Sukcesy

### Trofea międzynarodowe
Nie uczestniczył w rozgrywkach europejskich (stan na 31-05-2017).

### Trofea krajowe
| \| \| Zdobyte trofea w rozgrywkach Włoch (stan na: 31-05-2017) \| |                                                          |      |          |
| Rozgrywki                                                         | Osiągnięcie                                              | Razy | Sezon(y) |
| · Mistrzostwo                                                     | I miejsce                                                | 0    |          |
| · Mistrzostwo                                                     | II miejsce                                               | 0    |          |
| · Mistrzostwo                                                     | III miejsce                                              | 0    |          |
| · Puchar                                                          | zdobywca                                                 | 0    |          |
| · Puchar                                                          | finalista                                                | 0    |          |
| II liga                                                           | I miejsce                                                | 0    |          |
| II liga                                                           | II miejsce                                               | 0    |          |
| II liga                                                           | III miejsce                                              | 0    |          |
| Włochy                                                            | Zdobyte trofea w rozgrywkach Włoch (stan na: 31-05-2017) |      |          |

- Serie C:
  - 3.miejsce (1x): 1982/83 (grupa B)

## Stadion
Klub rozgrywa swoje mecze domowe na stadionie Stadio Paolo Borsellino w Volla, który może pomieścić 1500 widzów.